# Sjra Schoffelen
Gerardus Cornelius (Sjra) Schoffelen (Roosteren, 1 augustus 1937) is een Nederlands beeldhouwer.

## Leven en werk
Schoffelen studeerde aan de Stadsacademie (1953-1957) en de Jan van Eyck Academie (1958-1962) in Maastricht en de Staatliche Hochschule für Bildende Künste in Berlijn (1962-1964). Hij was een leerling van onder anderen Fred Carasso en Bernhard Heiliger. In 1969 won hij de Henriëtte Hustinxprijs.
Schoffelen was docent bij de Katholieke Leergangen in Tilburg (1970-1979) en de Academie Beeldende Kunsten Maastricht (1971-1990). Als beeldhouwer maakt hij onder meer fonteinbeelden, portretten en vrije plastieken, vaak abstract vanuit een organisch uitgangspunt. Hij sloot zich aan bij de Beroepsvereniging van Beeldende Kunstenaars en de Nederlandse Kring van Beeldhouwers. Schoffelen woont en werkt in het Etzenraderhuuske onder Jabeek.

## Werken in de openbare ruimte (selectie)
- Afsluitpaal met haringen (1955), Maastricht
- Sint Joris te paard (1956), Maastricht
- Moeder en kind (1971), Lelystad
- Grijpende vormen (1980), Dronten
- Relatie (1987), Onze Lieve Vrouweplein, Maastricht
- Zonnevogel (1998), Horst
- Relatie (1999), Roosteren
- Carnavalsbeeld (2010), Buchten
- Relatie I (2013), Meerssen
- Koningsvogelschieten, Venray
- Torso, Eindhoven

## Fotogalerij

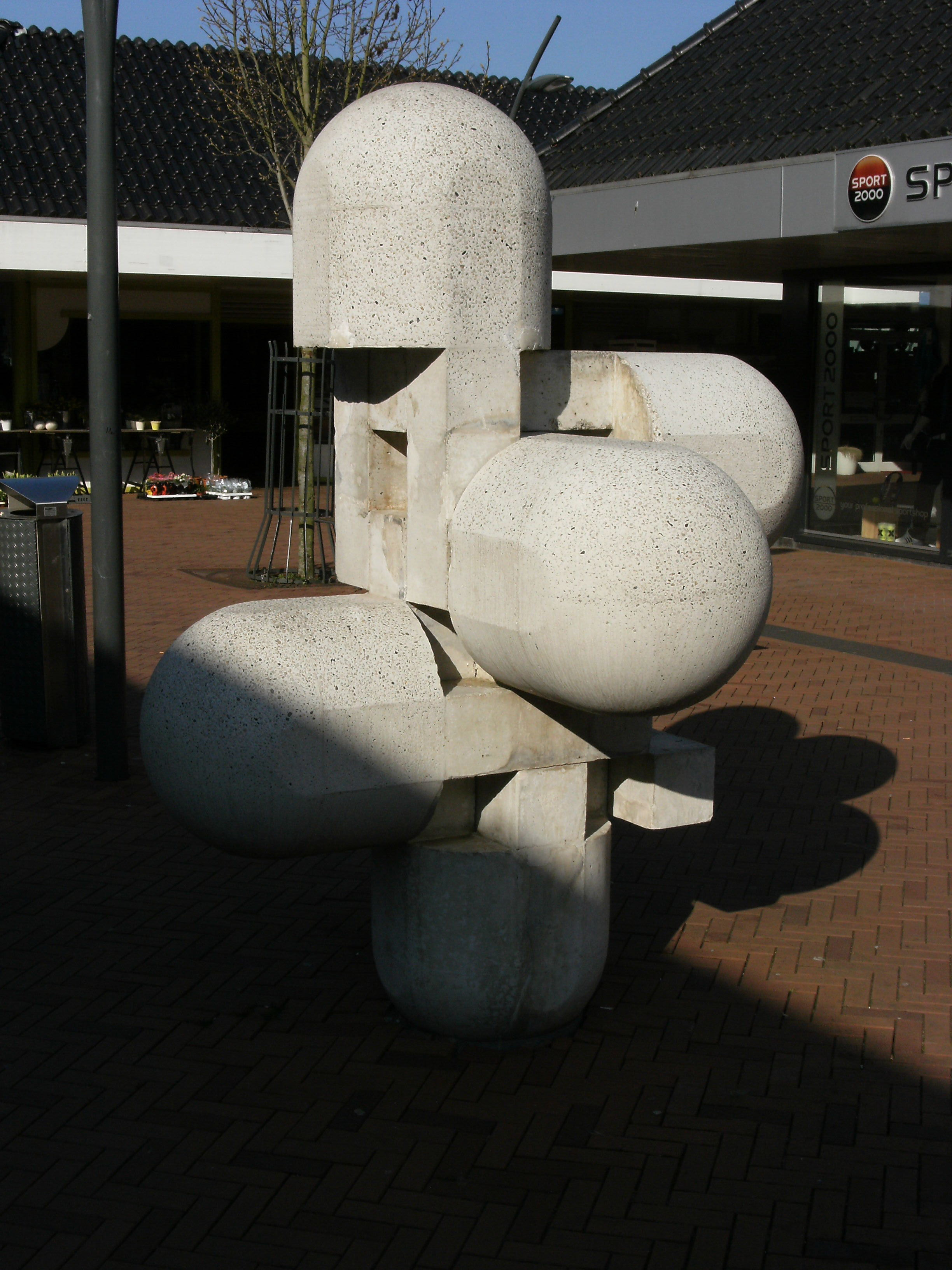
Grijpende vormen
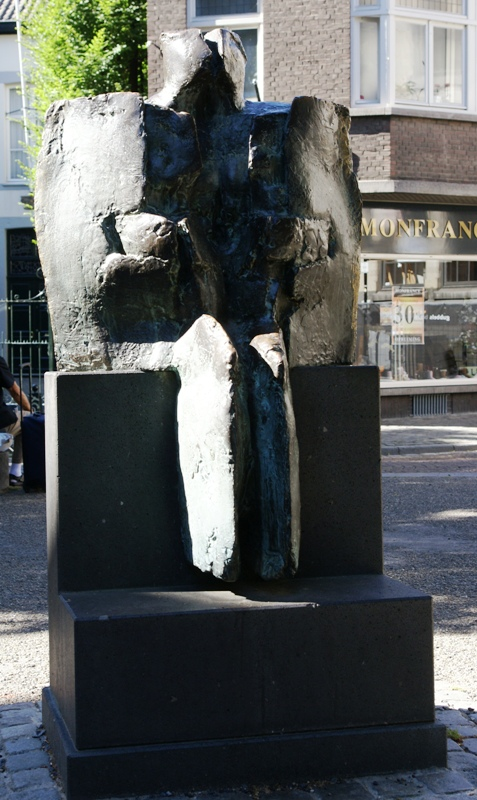
Relatie
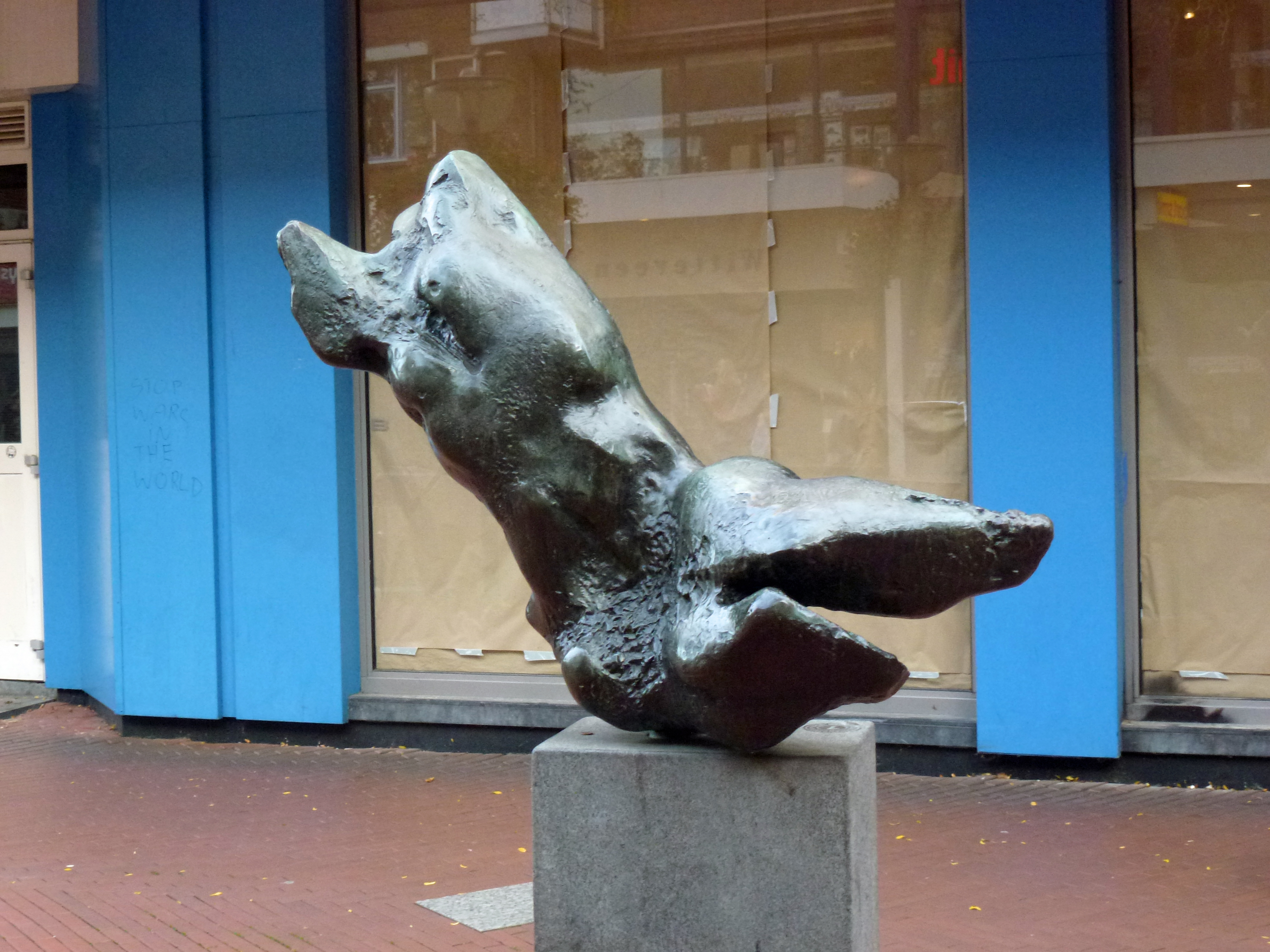
Torso